# Quatrième vœu
 (avril 2016).
Si vous disposez d'ouvrages ou d'articles de référence ou si vous connaissez des sites web de qualité traitant du thème abordé ici, merci de compléter l'article en donnant les références utiles à sa vérifiabilité et en les liant à la section « Notes et références ».
On appelle quatrième vœu le vœu spécial introduit à partir du XIe siècle dans certains ordres et congrégations religieuses de l’Église catholique. Prononcé à la suite des trois vœux traditionnels de pauvreté, chasteté et obéissance lors de la profession religieuse qui intègre définitivement dans l‘institut religieux, il exprime généralement le charisme ou l’orientation apostolique particulière de celui-ci.

## Histoire
Le monachisme tel qu’il s’est répandu en Occident ne connaissait que le vœu de conversion des mœurs (la conversio morum). Ainsi au chapitre 58 de la règle de saint Benoît. Mais il était compris qu’il incluait les vertus évangéliques de pauvreté, chasteté et obéissance. Une promesse de stabilité monastique était également prononcée lors de la profession religieuse dans les monastères de tradition bénédictine.
À partir du XIe siècle les trois vœux de pauvreté, chasteté et obéissance deviennent la forme habituelle et canonique de consécration religieuse. Ils sont communs à tous les instituts et l'Église catholique ne reconnaît plus comme religieux que ceux qui ont fait cette profession religieuse des trois vœux.

## Naissance du quatrième vœu
Les nouveaux ordres, à commencer par les Hospitaliers, se diversifiant et s’engageant de plus en plus dans la vie de l'Église catholique, ont le souci de mettre en évidence leur identité propre en demandant à leurs membres de prononcer un quatrième vœu, ou « vœu supplémentaire », qui exprime la caractéristique de l’institut et son engagement particulier au service du peuple chrétien.
Le quatrième vœu est une réponse évangélique à un besoin criant, ou une situation exceptionnelle dans laquelle se trouve l’Église catholique ou de larges groupes de chrétiens. Il est souvent historiquement conditionné. 
Ainsi chez :
- les Hospitaliers, le vœu d'hospitalité, de porter, d'une façon générale, assistance sous toutes les formes, autrement que par les armes, aux pèlerins en Terre sainte, dans un premier temps, et aux chrétiens ensuite ;
- les Templiers, le vœu de porter assistance par les armes aux pèlerins en Terre sainte même au péril de leur vie ;
- les Mercédaires, le vœu de prendre la place d’un captif chrétien, s’il risque de perdre la foi ;
- les Hospitaliers du Saint-Esprit, le vœu de se consacrer aux pauvres pour être à vie leur serviteur ;
- les Croisiers, le vœu de soigner les malades ;
- les Minimes, le vœu d’abstinence parfaite et perpétuelle ;
- les Frères de Saint-Jean-de-Dieu, le vœu de soigner à vie et gratuitement les malades.

## Les temps modernes
Au XVIe siècle, avec la naissance des ordres et congrégations encore plus nettement engagés dans le monde la pratique du IVe vœu se répand, exprimant de manière forte le charisme de l’institut et son engagement apostolique. 
Souvent une spiritualité propre à la congrégation se développe autour du thème du IVe vœu, renforçant un sentiment identitaire des membres de l’institut religieux. Ainsi chez :
- les Jésuites, le vœu d’obéissance spéciale au pape ;
- les Camilliens, le vœu de soigner les pestiférés ;
- les Bethléhémites (en), le vœu de soigner les malades, même incroyants, atteints de maladie contagieuse ;
- les Clercs réguliers mineurs, le vœu de ne briguer aucune dignité ecclésiastique ;

La pratique continue au XIXe et XXe siècles. Ainsi (liste non exhaustive) chez  :
- les Sœurs de Notre-Dame de Charité, le vœu de s’employer à la conversion des femmes perdues ;
- les Passionistes, le vœu de propager le culte de la Passion de Jésus ;
- les religieux marianistes, les voeux d'enseignement de la foi et de stabilité ;
- les Salésiens, la mission de servir la jeunesse ;
- les Missionnaires de la Charité (sœurs de Mère Teresa), le vœu de se vouer au service des plus pauvres d’entre les pauvres.